# Hedeskoga kyrka
Hedeskoga kyrka är en kyrkobyggnad i Hedeskoga omkring en kilometer norr om Ystad. Den tillhör Ystad-Sövestads församling, tidigare Hedeskoga församling, i Lunds stift.

## Kyrkobyggnaden
Kyrkan byggdes under mitten av 1100-talet. På 1400-talet tillkom torn och tinnade gavlar. Den södra portalen med tympanonfält utgör en märklig prydnad. Carl stenmästare var verksam i kyrkan.

## Inventarier
Predikstolen är från 1652 men målning och baldakin har tillkommit senare. Altaruppsatsen är från 1714. Storklockan i tornet är märkt med årtalet 1471.

### Orgel
- 1853 byggde Lars Andersson en orgel med 6 stämmor.
- Före 1969 användes ett harmonium.
- Den nuvarande orgeln byggdes 1969 av A. Mårtenssons Orgelfabrik AB, Lund och är en mekanisk orgel.

| Manual            | Pedal             | Koppel  |
| Gedackt 8´        | Gedacktpommer 16´ | Man/Ped |
| Principal 4'      |                   |         |
| Koppelflöjt 4'    |                   |         |
| Waldflöjt 2'      |                   |         |
| Kvinta 1 1/3'     |                   |         |
| Crescendosvällare |                   |         |